# ويليام فرنسيس بارتليت
ويليام فرنسيس بارتليت (بالإنجليزية: William Francis Bartlett)‏ هو جندي أمريكي، ولد في 6 يونيو 1840 في هافر هيل في الولايات المتحدة، وتوفي في 17 ديسمبر 1876 في بيتسفيلد في الولايات المتحدة بسبب سل.